# Paulo Graça
Paulo Graça (13 settembre 1978) è un giocatore di beach soccer portoghese, portiere della Nazionale portoghese, dove gioca dal marzo 2008.